# Babuna (gorovje)
Babuna je gorovje v Makedoniji, ki se nahaja severovzhodno od Prilepskega polja. Gorovje je bogato predvsem s svincem, cinkom in srebrom.
Najvišji vrhovi so: Mukos (1445 m), Kozjak (1748 m) in Klepa (1149 m).